# Zingeria pisidica
Zingeria pisidica là một loài thực vật có hoa trong họ Hòa thảo. Loài này được (Boiss.) Tutin miêu tả khoa học đầu tiên năm 1978.